# Rytis Šatkauskas
Rytis Šatkauskas (* 4. April 1969 in Klaipėda) ist ein ehemaliger litauischer Politiker, Vizeminister der Landwirtschaft.

## Leben
Nach dem Abitur an der 14. Mittelschule Klaipėda mit Fachrichtung Mathematik absolvierte er 1994 das Diplomstudium an der Fakultät für Radioelektronik und 2001 das Masterstudium des Managements an der Kauno technologijos universitetas.
1996 gründete er UAB „Sabelija“ und war ab 1997 Direktor von UAB „Sabelijos prekyba“. 2005 war er stellvertretender Umweltminister Litauens in der 13. Regierung.
2006 war er Mitglied des Seimas (nur einige Tage).
Von 2007 bis 2013 war er Mitglied im Stadtrat Kaunas, Leiter des Ausschusses für Wirtschaft. Von  2007 bis 2013 war er Entwicklungsdepartamentsdirektor bei UAB „Sabelijos prekyba“. Vom 11. Februar 2013 bis Juni 2014 war er stellvertretender Landwirtschaftsminister Litauens, Stellvertreter von Vigilijus Jukna (* 1968) im Kabinett Butkevičius. Šatkauskas trat vom Amt nach dem Druck der Regierungskoalitionleitung vor der Bestätigung des neuen Ministerkabinetts nach der Präsidentschaftswahl in Litauen 2014 zurück.
Seit 2003 ist er Mitglied von Darbo partija.
Mit Frau Dalė Eglė hat er die Kinder Matas, Adelė, Kasparas und Elzė.